# 최소폐포농도
최소폐포농도(Minimum alveolar concentration, MAC)는 흡입마취제의 역가와 효과, 강도를 평가하는 지표이다. MAC은 통증 자극 등의 유해자극에 대하여 마취 대상자의 50%에서 의도적인 움직임이 억제되는 흡입마취제의 농도로 정의된다. MAC 개념을 통해서 휘발성 흡입마취제의 마취 효능을 비교할 수 있다. MAC 개념은 1965년에 처음으로 제시되었다.

## 흔히 사용되는 흡입마취제의 MAC
흡입마취제의 MAC 값은 마취대상자의 연령이 증가함에 따라서 감소하며, 40세를 기준으로 한 MAC40은 다음과 같다:
- 아산화질소 - 104[4]
- 제논 - 72[4]
- 데스플루란 - 6.6[4]
- 디에틸에테르 - 3.2
- 세보플루란 - 1.8[4]
- 엔플루란 - 1.63[4]
- 이소플루란 - 1.17[4]
- 할로탄 - 0.75[4]
- 클로로포름 - 0.5
- 메톡시플루란 - 0.16